# حسن الحافظ
حسن الحافظ (مواليد 19 أبريل 1989) هو لاعب كرة قدم سعودي لعب سابقاً في نادي العدالة .

## وصلات خارجية
- حسن الحافظ على موقع Soccerway.com (الإنجليزية)

- حسن الحافظ